# 微軟學生大使

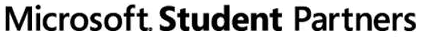
Student Partners 圖標

微軟學生大使(Microsoft Student Ambassadors ，簡稱MSP)由美國微軟總部所創立的全球性學生組織,於全球超過100個國家成立微軟學生大使，並於每年招募新一屆的微軟學生大使,給予學生大使們專業培訓及微軟資源. 在任期滿一年後頒發全球性的微軟證書。

而在台灣，Microsoft Student  Ambassadors(MSP)主要是由一群來自全國各大專院校、充滿熱情、喜愛學習、願意接受挑戰不怕困難的學生們所組成的團體。

並由微軟定期提供訓練課程讓學生大使們能學到許多最新的技術，且經由真實專案的執行磨練與實作提升專業技能。

微軟學生大使每年固定透過各種校園活動招募更多志同道合、喜愛科技的夥伴，更重要的是透過這些活動將所學與新知回饋於學界。

## 實習計畫說明
微軟學生大使是微軟所提供的實習機會，為期一年。

在每一學年，找尋每一位從各國、各學校有天份的在校學生，並獎勵他們對於微軟的奉獻、熱情、與投入。而在實習期間，微軟學生大使能夠透過實習了解微軟企業文化，獲得融合知識以及實務的實戰經驗‧而在實際的專案執行過程中，體驗職場並磨練自我技能；並期望透過此計畫，讓全國各校積極進取的優秀在學生，累積職場競爭力並且開拓自我視野，並且探索未來‧

## 具備特質
- 喜歡學習新技術
- 熱愛與同儕分享知識
- 願意接受挑戰
- 熱情外向
- 具良好表達能力

## 招募對象
- 熱愛微軟相關技術
- 不限定為資訊相關科系學生
- 設計領域相關科系學生
- 擁有MSP需具備之特質
- 未來一年內擁有學生身分

## 招募組別
技術開發組─微軟最新技術學習與推廣

美術設計組─專案計畫及公司內部對外宣傳品設計

公關企劃組─專案管理、企劃及對外公關活動

## 責任與學習
- MSP branded的用品
- 獲得Visual Studio Ultimate with MSDN -市值NT$503,239.00 的 MSDN Subscription 一年份訂閱.[3]
- 承辦校園推廣活動
- 與微軟內部的人接觸及學習
- 學習到微軟最新的技術(Technical Training)
- 學習行銷、時間管理、組織能力和溝通技巧等課程
- 將能進入MSP Global Portal: MSP最近的新聞、活動，全球討論區，相片藝廊等.[4]
- 潛能開發探索自我Boot Camp迎新營隊
- 微軟國際級 Microsoft Student Partner 實習結業證書
- 參加國外世界性大賽IMAGINE CUP機會
- 參加微軟大型活動機會
- 獲得「微軟最有價值專家」(Microsoft Most Valuable Professional) 機會

## 備註
1. ↑  . Microsoft. 2006-11-07  [2010-03-24]. （原始内容存档于2008-12-04）.
2. ↑  . Microsoft.   [2010-04-18]. （原始内容存档于2021-12-22）.
3. ↑  .   [2008-05-11]. （原始内容存档于2021-12-22）.

## 台灣微軟學生大使
- （繁體中文）【璀璨微軟】微軟學生大使Facbook官方粉絲專頁 （页面存档备份，存于）
- （繁體中文）【無限閃耀】第九屆微軟學生大使-招募網頁
- （繁體中文）【第九屆招生影片】招生影片 （页面存档备份，存于）
- （英文）Microsoft （页面存档备份，存于）
- （英文）Microsoft Student Partners （页面存档备份，存于）
- （繁體中文）台灣微軟 （页面存档备份，存于）
- （繁體中文）微軟學生入口網站 （页面存档备份，存于）
- （繁體中文）微軟學生人才庫 （页面存档备份，存于）